# Сунь Ян
Сунь Ян (кит. упр. 孙杨, пиньинь Sūn Yáng; род. 1 декабря 1991, Ханчжоу) — китайский пловец, трёхкратный олимпийский чемпион (в 2012 году на дистанциях 400 метров и 1500 метров вольным стилем, в 2016-м — 200 метров вольным стилем), 11-кратный чемпион мира (по количеству золотых медалей в личных дисциплинах в истории чемпионатов мира уступает только Майклу Фелпсу), 9-кратный победитель Азиатских игр, рекордсмен мира на дистанции 1500 метров с 31 июля 2011 года.

## Спортивные достижения
В 2008 году на Олимпийских играх в Пекине 16-летний Сунь Ян занял 28-е место на дистанции 400 метров вольным стилем, а также стал восьмым (последним в финальном заплыве) на дистанции 1500 метров с результатом 15.05,12, уступив чемпиону Усаме Меллули более 24 секунд.
В 2009 году на чемпионате мира в Риме выиграл бронзу на дистанции 1500 метров с результатом 14.46,84.
В 2010 году выиграл два золота на Азиатских играх в Гуанчжоу, победив на дистанции 1500 метров с новым рекордом Азии (14.35,13), опередив серебряного призёра Пак Тхэ Хвана более чем на 25 секунд, а также в составе эстафетной сборной Китая 4 по 200 метров в/с. Также выиграл 2 серебра на дистанциях 200 и 400 метров вольным стилем, уступив на обеих дистанциях только Пак Тхэ Хвану.

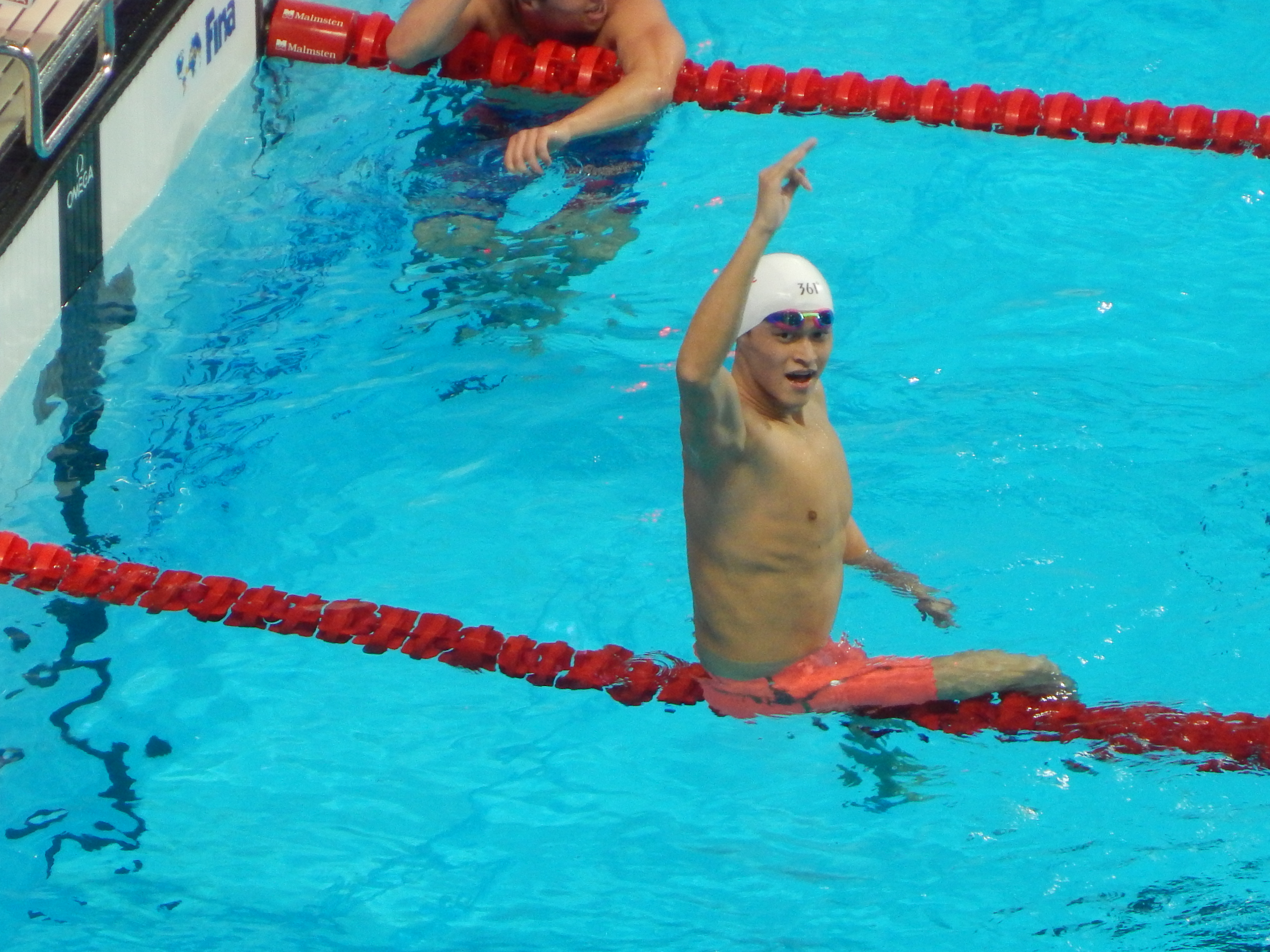
Сунь после победы на дистанции 800 метров в Казани

В 2011 году на чемпионате мира в Шанхае выиграл золото на дистанции 800 метров с результатом 7.38,57, а также на дистанции 1500 метров с новым мировым рекордом (14.34,14). Прежний рекорд австралийца Гранта Хэкетта (14.34,56) на этой дистанции держался 10 лет и 2 дня с 29 июля 2001 года. На дистанции 400 метров Сунь Ян стал вторым, уступив 1,2 секунды Пак Тхэ Хвану. В составе сборной Китая завоевал бронзу в эстафете 4 по 200 метров в/с.
На Олимпиаде 2012 года в Лондоне выиграл золото на дистанции 400 метров, опередив в финале Пак Тхэ Хвана и установив новый олимпийский рекорд, лишь на 0,07 сек уступающий мировому. Через 2 дня завоевал олимпийское серебро на дистанции 200 метров в/с, поделив его с Пак Тхэ Хваном и уступив французу Яннику Аньелю. На следующий день в составе сборной Китая выиграл бронзу в эстафете 4 по 200 метров в/с. 4 августа в финале дистанции 1500 метров победил с новым мировым рекордом — 14 мин 31,02 сек.
На чемпионате мира 2013 года в Барселоне Сунь Ян выиграл три золота на дистанциях 400, 800, 1500 метров вольным стилем. В эстафете 4×200 м в/с в составе сборной Китая выиграл бронзу.
В 2011—2013 годах авторитетный американский журнал Swimming World Magazine признавал Сунь Яна лучшим пловцом Тихоокеанского региона, а после триумфа на чемпионате мира 2013 года Сунь был признан и лучшим пловцом года во всём мире.
В сентябре 2014 года на Азиатских играх в Инчхоне выиграл золото на дистанциях 400 и 1500 метров вольным стилем, а также в составе команды Китая в эстафете 4×100 метров вольным стилем. На дистанции 200 метров вольным стилем стал вторым, 0,05 сек проиграв 20-летнему японцу Косукэ Хагино. Результаты Сунь Яна были далеки от его лучших достижений: так, на дистанции 1500 метров в финале он проплыл на 18 секунд медленнее своего мирового рекорда, установленного на Олимпийских играх 2012 года.
В августе 2015 года на чемпионате мира в Казани выиграл золото на дистанции 400 метров с результатом 3.42,58, что на секунду медленнее его же результата на чемпионате мира 2013 года и почти на 2,5 секунды медленнее победного времени на Олимпиаде в Лондоне. На дистанции 200 метров Сунь Ян завоевал серебряную награду, на 0,06 сек отстав в финале от 19-летнего британца Джеймса Гая, установившего национальный рекорд (1.45,14). На дистанции 800 метров вольным стилем Сунь Ян выиграл золото с результатом 7.39,96, 20-летний итальянец Грегорио Пальтриньери установил новый рекорд Европы, но отстал от китайца на 0,85 сек, бронзовый же призёр уступил Сунь Яну более 4 секунд. Сунь Ян был также фаворитом на дистанции 1500 метров, однако он в последний момент отказался от участия в финальном заплыве, сославшись на недомогание.
На Олимпийских играх 2016 года в Рио-де-Жанейро 6 августа завоевал серебро на дистанции 400 м вольным стилем с результатом 3:41,68, уступив всего 0,13 сек 20-летнему австралийцу Маку Хортону. 8 августа Сунь Ян выиграл золото на дистанции 200 м вольным стилем (1:44,65). 12 августа на дистанции 1500 метров вольным стилем в предварительном заплыве неожиданно показал только 16-е время (15:01,97) и не сумел выйти в финал, который выиграл итальянец Грегорио Пальтриньери.
На чемпионате мира 2017 года в Будапеште выиграл золото на дистанциях 200 и 400 метров вольным стилем. На дистанции 800 метров занял пятое место, а на дистанции 1500 метров был заявлен, но на старт не вышел.
На Азиатских играх 2018 года в Джакарте завоевал 4 золотые (200, 400, 800 и 1500 метров вольным стилем) и 2 серебряные (эстафета 4×100 м и 4×200 м вольным стилем).
На чемпионате мира 2019 года в Кванджу, как и двумя годами ранее, стал первым на дистанциях 200 и 400 метров вольным стилем. На 400-метровке это была 4-я подряд победа Сунь Яна на чемпионатах мира (2013, 2015, 2017, 2019). Также занял шестое место на дистанции 800 метров и шестое место в составе сборной Китая в эстафете 4×200 метров. На дистанции 1500 метров Сунь Ян не выступал. На счету Сунь Яна стало 11 золотых наград на личных дистанциях, больше в истории чемпионатов мира среди мужчин завоевал только Майкл Фелпс.

## Дисквалификация
В 2014 году обвинялся в употреблении триметазидина и получил трёхмесячную дисквалификацию.
В сентябре 2018 года, когда домой к пловцу пришли представители антидопинговых служб для взятия проб. Между пловцом, его охранником и офицерами начался конфликт, в ходе которого пробы были уничтожены. Так как это было повторным нарушением антидопинговых правил, то 28 февраля 2020 года Спортивный арбитражный суд постановил дисквалифицировать Сунь Яна на восемь лет. Так как запрещенные вещества по факту выявлены не были, спортсмена не стали лишать предыдущих титулов и наград.